# Абдуллах (емір)
Амір Абдуллах (*д/н — 1358/1359) — 2-й емір і фактичний правитель Західного Чагатайського улусу в 1358 році.

## Життєпис
Походив з монгольської потрюркованої знаті. Син бека Казагана, який на початку 1340-х років став правителем монгольського племені караунасів у східному Хорасані та Тохаристані. Про молоді роки Абдуллаха нічого невідомо, проте висловлюється думка, що він мав більше військового хисту, ніж його брат муслі.
Після захоплення у 1346 році Казаганом влади останній призначає Абдуллаха маліком (наміском) Самарканду. У 1351 році організував успішний похід проти Хорезму, хоча Казаган був проти. В результаті хорезмійцям завдано поразки, а Абдуллах зі значною здобиччю повернувся до Самарканду.
У 1353—1355 роках разом з батьком брав участь у походах проти Хорасану, де трималася невеличка держава Ільханів. У 1358 році після вбивства батька родичем Кутлуг-Тимуром, Абдуллах зібрав війська, перестрів того біля Кундуза, розбив та стратив Кутлуг-Тимура.
Слідом за цим рушив до Самарканду. Тут вступив в особистий конфлікт з номінальним ханом Баян-Кулі, намагаючись відібрати в того дружину. За відмову наказав стратити хана, звинувативши того у змові. Після цього новим ханом зробив Шах-Темура.
Абдуллах відмовився від практики батька рухатися між літньою та зимовою ставками, вирішивши осісти у Самарканді. Водночас став проводити централізаторську політику. Це викликало невдоволення тюрко-монгольськихплемен барласів і сулдусів, які повстали. Очільник цих племен Хаджі-бек і Буян-Сулдус розбили війська Абдуллах, захопивши Самарканд, де стратили хана Шах-Темура. Можливо, Абдуллах чинив спротив до 1359 року, коли загинув. Новим еміром оголошено Буян-Сулдуса.
Цією боротьбою скористався Туглуг-Тимур, хан Могулістану, і шварґ Абдуллаха, що вдерся до Мавераннахру й підкорив його.